# ハイテク建築

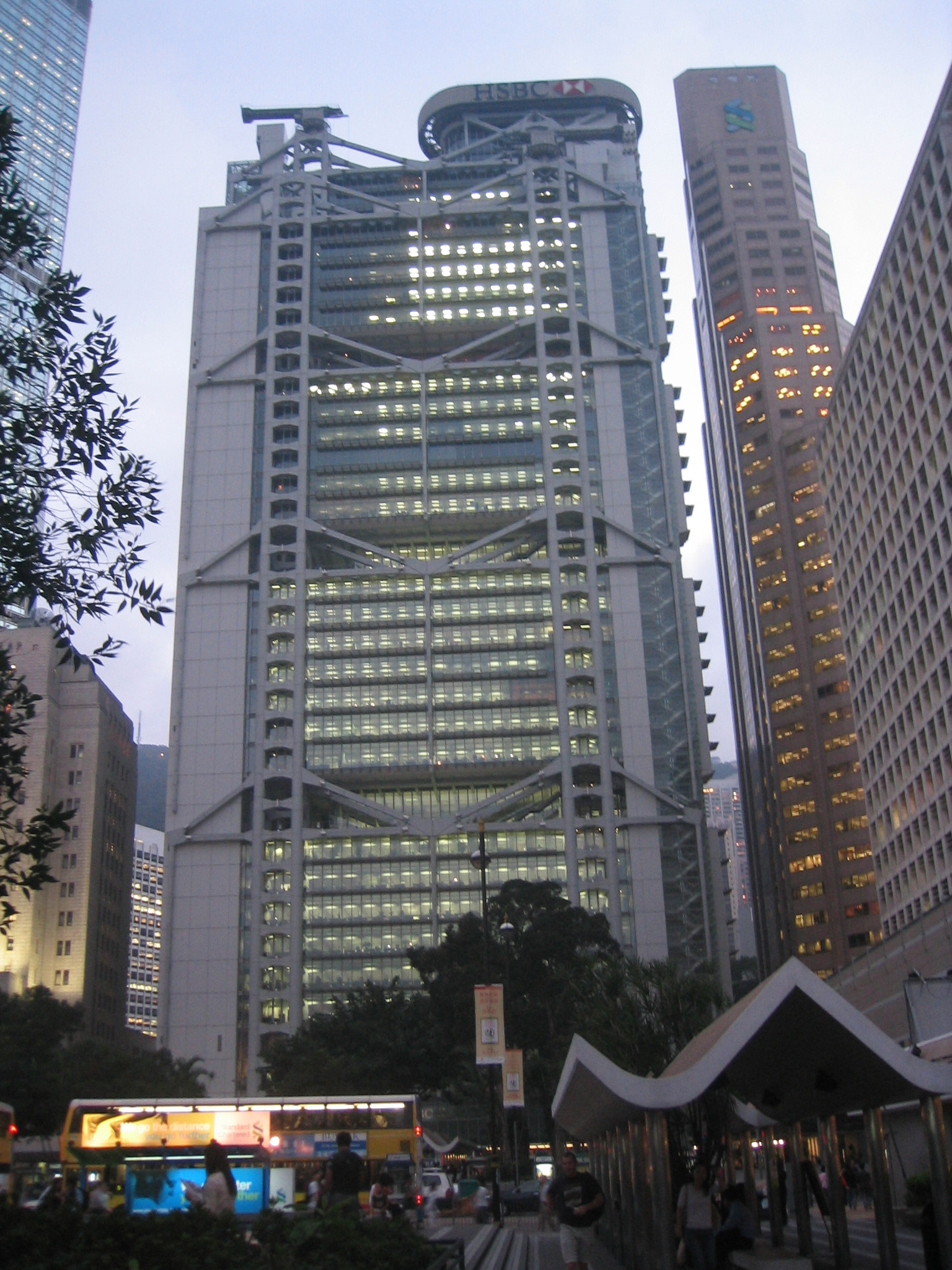
香港上海銀行・香港本店ビル（ノーマン・フォスター設計）

ハイテク建築は、1970年代に出現した建築様式であり、ハイテクによって生み出された製品、技術を建築物に意匠として取り込むものである。ハイテク建築は、科学技術が急激に発展していく中で、モダニズムの理念をさらに推し進めていった結果到達する、最終地点に生まれたものである。モダニズムの終焉と、ポストモダニズムの誕生との間に位置づけるべきものであるが、その始まり、および終わりにはっきりとした線引きを求めるのは不可能であり、1980年代には、他のポストモダン建築との区別はより困難となった。ハイテク建築から生まれた多くのテーマやアイディアは、ポストモダンという建築言語の中に吸収されていった。

## 背景
ハイテク建築は、ヨーロッパおよび北アメリカにおいて、主に建設された。第二次世界大戦の戦火の中、ヨーロッパの歴史的建築物が数多く失われた。その回復過程において、歴史的な要素を模するべきか、あるいは新しい、現代的な材料および美学にその範を求めるべきか、建築家たちは決断を迫られた。
1970年代において、科学的、技術的発展は、社会に大きな衝撃を与えていた。1969年、ニール・アームストロングの月面着陸により、宇宙開発競争は最高潮に達し、同時に軍事技術も過度の発達を遂げていた。人々はこうした発展の延長線上に、その後の未来を想像した。ランプ、ビデオスクリーン、ヘッドフォン、そしてむき出しの枠組み足場といったハイテク工業製品が、一般の人々の身の回りにあふれてくるようになってきていた。

## 名称
デザインジャーナリストであるジョアン・クロン、スザンヌ・シュレシンの著書であり、クラークソン・N・ポッターが1978年ニューヨークで出版した「High Tech: The Industrial Style and Source Book for The Home」がその名の由来である。この本は、数百点の写真を使い、デザイナー、建築家、そして居住者が、カタログから選択して居住空間に置くような古典的な工業製品－書棚やビーカー、金属製のデッキプレート、レストランの備品、工場、空港の滑走路の照明、絨毯といったものに対し、どのようなアプローチを行っているかを描いている。この本の序文おいて、建築家でありニューヨーク近代美術館の元学芸員でもあるエミリオ・アンバースは、この傾向の、歴史的な文脈における位置づけを行っている。
この本が出版され、人気を博するにつれ、その装飾様式は「ハイテク」として知られるようになり、その言葉の意味するところは未だ曖昧なまま、日常言語に加速度的に流入することになった。1979年、ハイテクという言葉は雑誌「ザ・ニューヨーカー」の風刺漫画に初めて登場する。「high-tech」には程遠い夫に対して、妻がガミガミと、「ほんとにあなたって、middle-techよね。」というものだ。雑誌「エスクァイア」が6回の連載で取り上げると、メイシーズニューヨーク店をはじめ、全米の主だった小売店が、窓枠や家具売り場の装飾に、ハイテクを用い始めた。しかし、最大の功績は、ニューヨーク市レキシントン通り64番街に1977年オープンし、どこよりも早くこれらの品々を売り出した家庭用品店、アドホックハウスウェアのものであろう。この本は、イギリス、フランス、そして日本でも出版されたが、それらはアメリカ版と同様に、その国、その土地に合わせた品物・情報が加えられている。

## 目的
ハイテク建築の源には、多かれ少なかれ、モダニズム建築に対する幻滅がある。ル・コルビュジエが理想とした都市開発計画が実現していくに従い、都市はモノトーンで、画一的なビルで埋まっていくことになった。経済性を追求するあまり、その仕上げの質は低く、目新しさを失っていった。ハイテク建築は、標準的なモダニズム建築に対し、新たな美的価値観を作り出そうとした。先述の「High Tech: The Industrial Style and Source Book for The Home」で著者は、ハイテクの美学を論ずる際に、「親の悪口を言っているのがばれるようなものだ」というたとえを使っているが、このユーモアは、その反抗的態度を適切に表現しているといえる。
クロンとシュレインはさらに、ハイテクという言葉は、建築の範囲においては、「ボルト－ナットや配管がむき出しになった、テクノロジカルな外観」をもつ住宅や公共建築が増えていることを指して使われていると、説明している。リチャード・ロジャースのポンピドゥー・センターが最良の例であろう。この作品は、ハイテク建築の目的のひとつを浮き彫りにしており、テクニカルな要素を建物の外部に誇らしげに突き出している。科学技術的な外観が、建築の美を創り出している。
内装のデザインにおいては、化学実験に使うビーカーを花瓶にしたりするなど、昔からある工業製品、電化製品を家庭用品として使用するという傾向がある。これには、工業製品のもつ美を、利用しようという目的がある。このような傾向は、もともとは工業、製造の場であった空間を、居住空間にコンバージョンしてしまおうという考えにもつながっていく。ハイテク建築には、全てのものに工業製品的な外観を与えようという目的がある。
一方で、ハイテク建築には、科学技術の力が世界をより良い方向へと導くのだという信念を新たにしようという目的がある。これは、1960年代高度成長期における丹下健三らの建築計画に顕著な傾向であるが、技術的に洗練されたこれらの計画は、ほとんどが実現に至ることはなかった。ハイテク建築は、テクノロジーの発達によって形作られた新しい信念に拍車をかけられる形で、工業、産業の新しい美へ到達することを目標としていた。

## 特徴

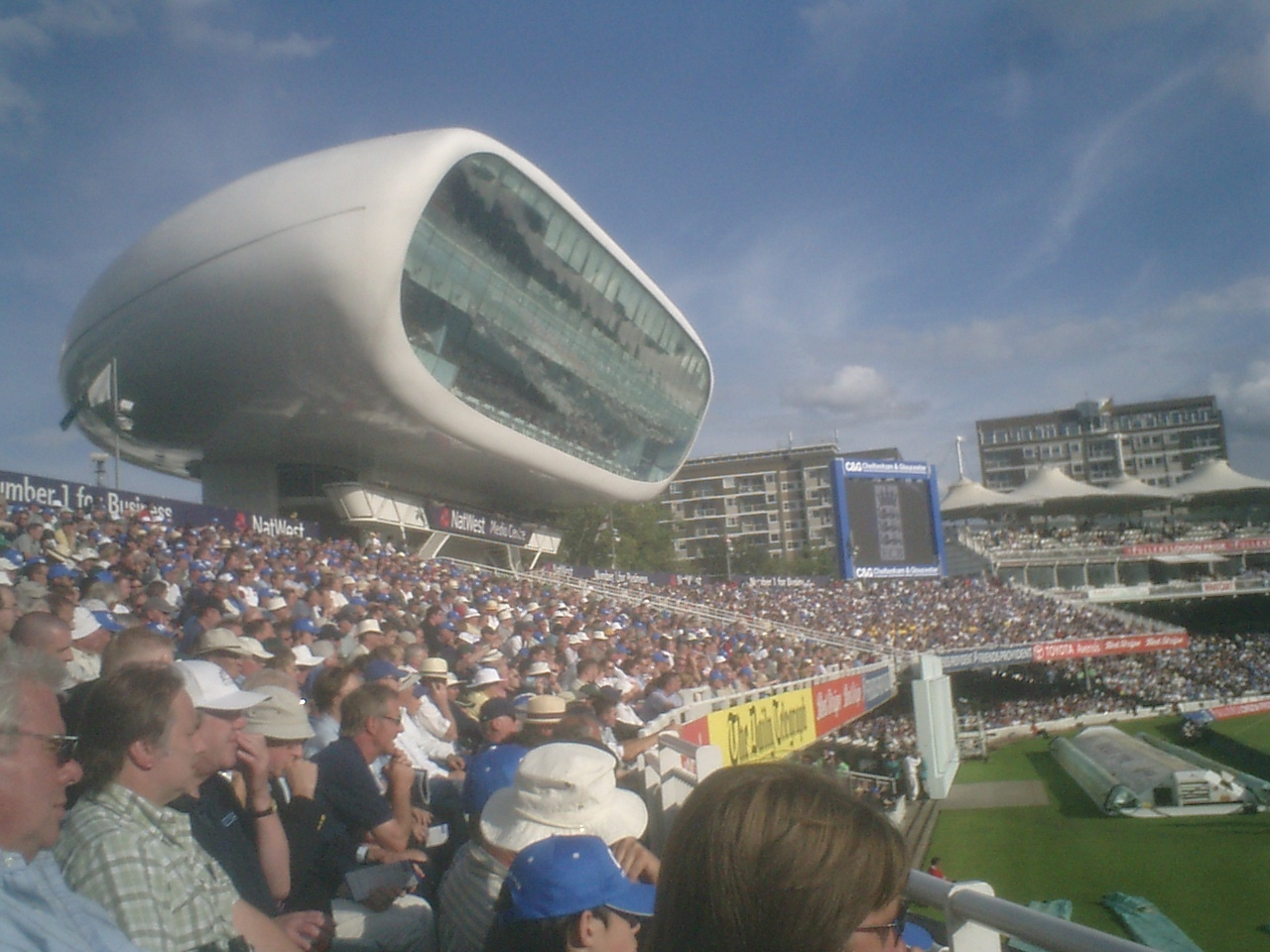
ローズ・クリケット・グラウンドのメディアセンター

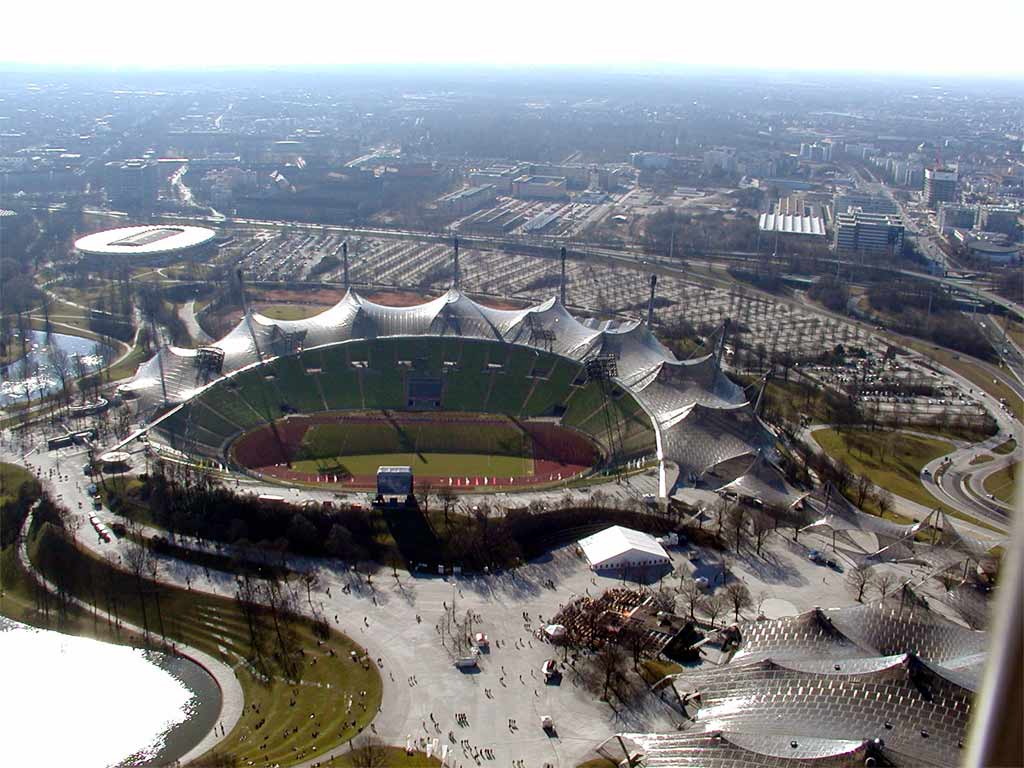
ミュンヘン・オリンピアシュタディオン

ハイテク建築の特徴は多岐にわたるが、全ては科学技術的な要素の強調という点に帰することができる。たとえば、建築物の技術的、機能的な要素を目立つ形で見せること、規則正しい配列、プレファブ部材の使用などが挙げられる。ガラスの壁と鋼鉄のフレームというのも、非常によく見られるものである。
技術的な特徴は、誇らしげに外部に表出され、それは時に構造体に及ぶ。その最も顕著な例が、先述のポンピドゥー・センターであり、通常建物内部に隠蔽される空調ダクトが外部から見える過激な設計となっている。建物内部へのアクセス手段もまた、外部から見える形となっており、エスカレータの入った太いチューブが、観覧客を内部へと誘う形状になっている。
ハイテク建築の様式を取り入れ、なおかつ機能的な要素を失わないよう設計するための、秩序的、論理的方法は、ノーマン・フォスターの香港上海銀行・香港本店ビルに見ることができる。テクノロジーが、突出して建物の特徴として現れているにもかかわらず、そのデザインは徹底的に機能的なものに根ざしている。内部に設けられた広いオープンスペースは、各階へのアクセスを容易にし、銀行としての機能を最大限に引き出すものである。また、建物の各要素は、すばらしく秩序立てて構成されており、これも銀行としての必要条件を論理的に満足させている。これは、各階の平面構成やエスカレーターにも同様に見られる。
ハイテク建築では、ガラスのカーテンウォールと鉄骨構造が一貫して使われている。これは、モダニズム建築の大きな負債とも言うべきものであり、特にミース・ファン・デル・ローエの影響を強く受けている。SOMの設計によるシアーズ・タワーは、ガラスのカーテンウォールと鋼管柱によって527.3メートルという高さが可能となった。ハイテク建築の多くは、大胆な造形を意図したものである。この好例が、ギュンター・ベーニッシュとフライ・オットーによるミュンヘン・オリンピアシュタディオンである。この構造物は、もともと使われなくなった飛行場であったが、現在はスポーツをはじめ、さまざまな目的で使用される空間となっている。

## ポストモダンとのつながり
ハイテク建築において顕わになっている構造部材や配管は、単に通常の建築物においてこれらを覆い隠している部材を剥ぎ取って、露出しているというものではない。露出した鉄骨には、錆も発生すれば、火災の際にも所要の強度を保つために耐火被覆も必要である。ダクトや配管といった設備部材も、外部に表出させるには、断熱や防錆に、内部とは異なる仕様を求めなければならない。また、これらはヒートブリッジ発生の元となることは確実であり、対策が必要となる。たとえば、ノーマン・フォスターが日本で手がけた作品である東京都文京区のセンチュリー・タワーは、先述の香港上海銀行ビルと同様、構造体をファサードに表出させているが、その美しい表面はパネルで覆われたものである。つまり、ハイテク建築に用いられるこれらの建築言語は、機能主義から逸脱し、ひとつの装飾となっている。（こうした装飾性を嫌い、機能としての構造体、設備部材の美を評価しようという動きが、近年見られる工場萌えであると見ることもできる。）
また、近代建築において、鉄骨と並び立つ構造材料であるコンクリートの仕上げである打放しコンクリートも、構造体というテクノロジーの意図的な露出というて点でハイテク建築と同じ地平に立つものであるが、通常、打放しコンクリートの建築を指して、ハイテク建築とは呼ばない。この点を見ても、ハイテク建築が理論、概念に根ざすものではなく、様式としての性質を色濃くしていることがわかる。
装飾と様式という、モダニズム建築が否定してきた二つの要素を確実に持ち合わせるハイテク建築は、すでにモダニズムの領域から踏み出し、ポストモダンの領域に入り込んでいると見られる。

## ハイテク建築の実例
- 香港上海銀行・香港本店ビル　香港
- ジシコフ・テレビ塔　プラハ
- ローズ・クリケット・グラウンド　ロンドン
- ポンピドゥー・センター　パリ
- ロイズ保険ビル　ロンドン